# Proyecto Mesoamérica
El Proyecto de Integración y Desarrollo de Mesoamérica más conocido como Proyecto Mesoamérica (PM) es un mecanismo de diálogo político de alto nivel para construir consensos, articular esfuerzos de cooperación y atraer recursos para fortalecer los procesos de integración y desarrollo de 10 países mesoamericanos, facilitando la gestión y ejecución de proyectos orientados a mejorar la calidad de vida de más de 226 millones de habitantes de la región mesoamericana. Entre los proyectos que se priorizan en la agenda se encuentran las interconexiones eléctricas, la interconexión de la infraestructura de transporte, telecomunicaciones, la facilitación comercial y competitividad, y una atención especial a proyectos en áreas sociales como salud, medio ambiente, gestión del riesgo, vivienda, y seguridad alimentaria y nutricional. 

## Países integrantes
Países que integran el mecanismo:
- Belice
- Costa Rica
- El Salvador
- Guatemala
- Honduras
- Nicaragua
- Panamá
- Los estados del Sur-Sureste de México: Campeche, Chiapas, Guerrero, Oaxaca, Puebla, Quintana Roo, Tabasco, Veracruz y Yucatán
- Desde 2006 se unió Colombia
- A partir de 2009, se adhirió República Dominicana

## Iniciativas
El mecanismo fue creado porque Mesoamérica constituye una región con un alto potencial humano y económico que necesita incrementar su nivel de desarrollo para permitir a su población tener acceso a mejores oportunidades de crecimiento, a través de la canalización y el aprovechamiento de sus ventajas comparativas y lograr con ello su plena integración al invertir en capacidades humanas y complementando sus acciones con la infraestructura apropiada.
Para promover el desarrollo integral, así como la integración en aquellos temas que hagan posible que de manera conjunta se creen bienes públicos regionales, el mecanismo mesoamericano se enfoca en 2 ejes de trabajo y 9 líneas de acción: 
Eje económico:
1. Energía
2. Transporte
3. Telecomunicaciones
4. Facilitación comercial y competitividad

Eje social:
1. Salud
2. Medio ambiente
3. Gestión del riesgo
4. Vivienda
5. Seguridad alimentaria y nutricional

## Historia
El Proyecto de Integración y Desarrollo de Mesoamérica, conocido también como Proyecto Mesoamérica, fue lanzado oficialmente por los presidentes y jefes de Estado y de Gobierno de México, Centroamérica y Colombia, el 28 de junio de 2008 en el marco de la X Cumbre del Mecanismo de Diálogo y Concertación de Tuxtla, celebrada en Villahermosa, México.
En dicha cumbre, los mandatarios acordaron la evolución de los procesos de reestructuración del Plan Puebla Panamá (PPP), iniciados en la Cumbre para el Fortalecimiento del PPP, celebrada en abril de 2007 en Campeche, México. 
Consciente de las nuevas realidades, el presidente de México, Felipe Calderón, durante su primer encuentro con los jefes de Estado y de Gobierno de los países mesoamericanos en diciembre de 2006, acordó conjuntamente con ellos revisar los avances logrados por el mecanismo y asumir una serie de compromisos orientados a su reestructuración y fortalecimiento en el corto plazo.
El presidente Calderón, a partir del 1 de diciembre de 2006, anunció un nuevo impulso al PPP desde su primer día como mandatario. Con anterioridad se habían sostenido pláticas al respecto con mandatarios de Costa Rica y El Salvador. En la toma de posesión, en presencia de los gobernantes de Guatemala, El Salvador, Honduras y Nicaragua, el primer ministro de Belice, Calderón ratificó su apoyo al PPP y propuso una cumbre al respecto en el año 2007.
Los proyectos de la primera etapa del PPP contribuyeron sustancialmente a la integración física y al desarrollo regional mediante importantes avances en la construcción de plataformas de infraestructura eléctrica, de telecomunicaciones y de transporte, cuya materialización es condición necesaria para el desarrollo de programas y proyectos más ambiciosos en el ámbito social. 
En su segunda etapa, el mecanismo incorpora proyectos de alto impacto social en áreas de salud, medio ambiente, gestión del riesgo, vivienda, y seguridad alimentaria y nutricional (desde 2015, a través de la iniciativa Mesoamérica sin Hambre).

## Estructura organizacional
La máxima instancia del mecanismo es la Cumbre de Jefes de Estado y de Gobierno, que reúne a mandatarios de los 10 Estados miembros. Adicionalmente, el PM cuenta con las siguientes instancias:
Comisión Ejecutiva: Está integrada por los Comisionados Presidenciales de cada uno de los países y se encarga de planificar, coordinar y hacer seguimiento a los proyectos y acciones del PM. México ejerce la copresidencia permanente de esta Comisión y la presidencia pro tempore se ejerce de forma rotativa entre los demás países miembros.
Oficinas Nacionales: Cada país las establece para hacer efectivas las actividades relacionadas con el mecanismo de Mesoamérica.
Dirección Ejecutiva: Apoya a la Comisión Ejecutiva para asegurar la aplicación de sus lineamientos. Tiene su sede en El Salvador.
Grupo Técnico Interinstitucional (GTI): Apoya a la Comisión Ejecutiva en la financiación y definición de proyectos y acciones del PM. Está integrado por el Banco Interamericano de desarrollo (BID), el Banco Centroamericano de Integración Económica (BCIE), CAF-Banco de Desarrollo de América Latina, la Comisión Económica para América Latina y el Caribe (CEPAL), el Sistema de la Integración Centroamericana (SICA), la Secretaría de Integración Económica Centroamericana (SIECA), la Organización Panamericana de la Salud (OPS) y la Organización de las Naciones Unidas para la Alimentación y la Agricultura (FAO).
Comisión de Promoción y Financiamiento (CPF): Apoya a los países en la identificación de mecanismos innovadores de financiamiento para ejecutar los proyectos en el marco del PM. Esta comisión está integrada por el BID, el BCIE, y CAF-Banco de Desarrollo de América Latina, así como por los Ministerios o Secretarías de Hacienda de los países miembros.
Comisiones Técnicas Regionales: proponen, diseñan, aprueban y ejecutan los proyectos del PM. Están integradas por representantes de los ministerios o secretarías de los países miembros.